# Permakulturpark Bischbrunn
Der Permakulturpark Bischbrunn ist ein Lehr- und Schaugarten bei Bischbrunn, Verwaltungsgemeinschaft Marktheidenfeld, Landkreis Main-Spessart. Er entstand im Sommer 2009 auf einer 1,2 ha großen Agrar-Fläche und hat zum Ziel als Anschauungsbeispiel für eine chemiefreie, nachhaltige Permakultur mit sich fördernden Verknüpfungen aus Gehölzstrukturen und Gemüseanbau zu wirken. Initiator und Betreiber ist der Garten-Landschaftsbau-Techniker und Gartenbuch-Autor Jonas Gampe. Der Garten ist auch ohne Voranmeldung betretbar, ferner werden auch Kurse angeboten.